# Chinamax

Comparaison de l'encombrement Chinamax à d'autres standards de navires (vue isométrique).

Chinamax (également connu sous le nom de Valemax) est une norme de tailles des navires qui permet aux navires conformes d'utiliser différents ports lorsqu'ils sont à pleine charge, la taille maximale d'un tel navire est défini par une limite sur le tirant d'eau de 24 m, un maître-bau maximum de 65 m et une longueur totale maximale de 360 m,.

## Norme Chinamax
La norme fut initialement développée pour transporter de très grandes charges de minerai de cuivre vers la Chine à partir des installations portuaires brésiliennes exploitées par la société minière Vale,.
En conséquence, les ports et autres infrastructures compatibles « Chinamax » sont ceux auxquels ces navires peuvent facilement se mettre à quai,. Contrairement au Suezmax et au Panamax, le Chinamax n'est pas conditionné par des écluses, des canaux ou des ponts. Le standard Chinamax vise les dispositions portuaires et le nom est dérivé des envois massifs de vrac sec (minerai) que la Chine reçoit de partout dans le monde.

## Exemples de ports
- Lolabé, Cameroun, port d'exportation de minerai de fer
- Sept-Îles, Québec, Canada, port d'exportation de minerai de fer.